# Silent Generation
Silent Generation (angl. „Tichá generace“) je demografická kohorta, která následuje po Greatest Generation. Časové vymezení této generace zahrnuje lidi narozené v období od poloviny 20. do začátku 40. let 20. století. Demograf Neil Howe v časopise Forbes určil jako Silent Generation ty, kteří se rodili mezi lety 1925–1941. Nezisková organizace pro demografický výzkum, výzkum veřejného mínění a analýzy, Pew Research Center, ohraničuje ročníky této generace roky 1928 až 1945.
I když se v tiché generaci narodilo několik vůdců občanských hnutí, svůj název si získala proto, že je charakteristická svým zaměřením na pracovní kariéru, kterou upřednostňuje před aktivismem. Tichá je také proto, že vyrůstala v dobách, kdy nebylo bezpečné navenek vyjadřovat svůj názor a postoje. Lidé z této populace vyrůstali v okolnostech, které od světové hospodářské krize vyústily do druhé světové války, po poválečné období, kdy se na obou stranách Železné opony vyhraňovaly postoje v érách poválečných vlád či mccarthismu ve Spojených státech.
Označení „Silent Generation“, které od té doby na této generaci ulpělo, použil časopis Time ve svém čísle z 5. listopadu 1951 v článku s názvem The Younger Generation. Uvedl v něm, že tato generace nemá velké ambice, ale naučila se jak co nejlépe přežít v těch nejtěžších situacích. Původně se takto nazvali členové generace v USA a v Kanadě, ale brzy toto označení platilo i pro západní Evropu, Austrálii a Jižní Ameriku. Tato generace se nevyznačuje příliš vysokou četností. Příčinou byly finanční nejistoty jejich rodičů ve 30. letech a počátek 40. (válečných) let 20. století.
Podle publikace The Lucky Few: Between the Greatest Generation and the Baby Boom z roku 2008 tuto generaci profesor sociologie z univerzity na Floridě, Elwood D. Carlson, označil jako „Několik šťastlivců“. Poukázal na to, že to byla první generace v historii, která byla početně menší než ta před ní. Řekl, že tato generace patří mezi pár šťastlivců, protože přesto, že se tito lidé rodili během velké hospodářské krize a druhé světové války, dožili se v dospělosti relativně prosperujících podmínek v 50. a v počátku 60. let 20. století. Byla u nich i vyšší míra zaměstnanosti, než tomu bylo u generací před nimi a u těch, co následovaly po nich. Stejně na tom byli zdravotně lépe a měli i dřívější věk odchodu do důchodu.